# Louis Adolf Gölsdorf

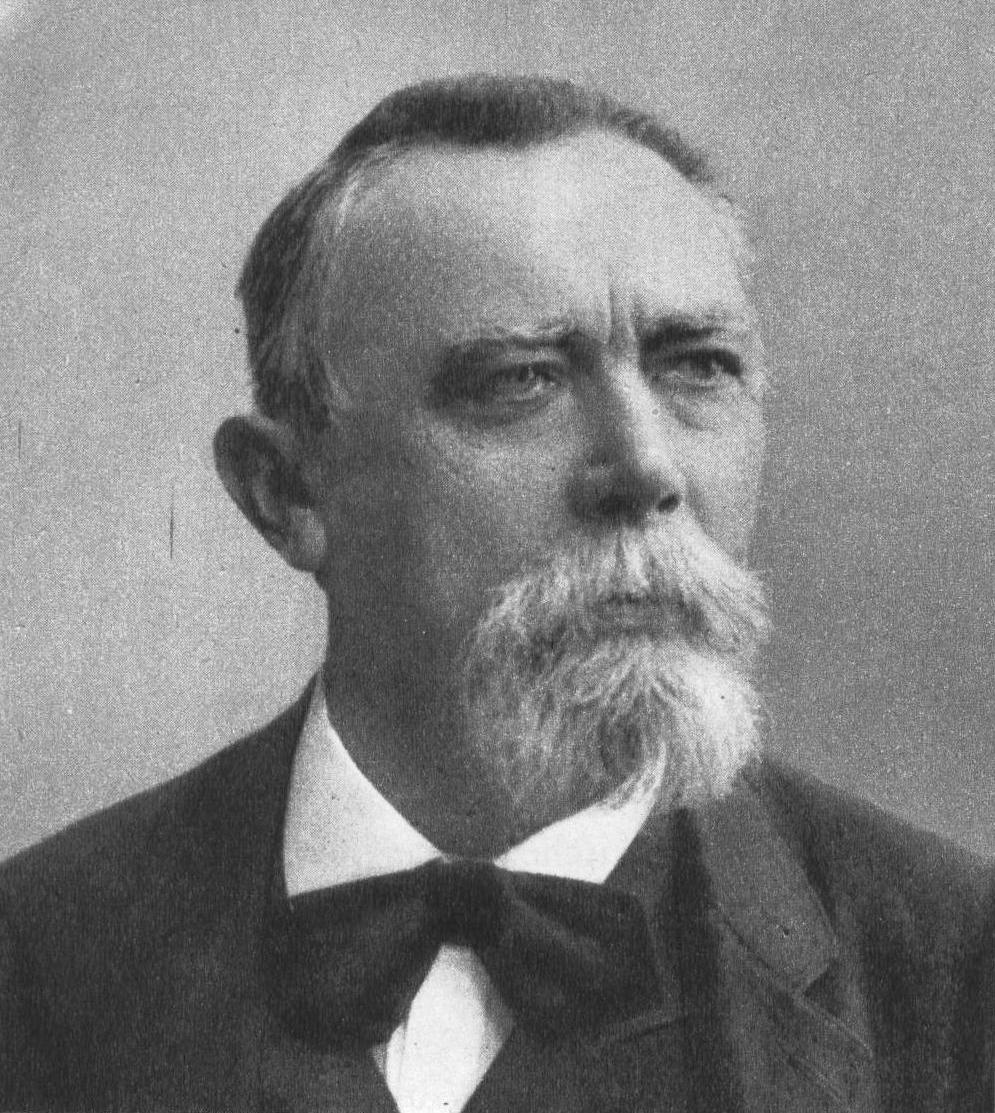
Louis Adolf Gölsdorf

Louis Adolf Gölsdorf (* 16. Februar 1837 in Plaue; † 28. November 1911 in Wien) war ein österreichischer Ingenieur und Lokomotiv-Konstrukteur. Er war der Vater von Karl Gölsdorf, dem späteren Sektionschef und Vorstand der maschinentechnischen Sektion im altösterreichischen Eisenbahnministerium und von Rudolf Gölsdorf, der Direktorstellvertreter bei den Österreichischen Bundesbahnen wurde.
Louis Adolf Gölsdorf erhielt seine Ausbildung in Chemnitz und Dresden bei technischen Lehranstalten und war dann im technischen Dienst bei der Leipzig-Dresdner Eisenbahn beschäftigt. 1860 wurde er als Maschineningenieur bei der Lokomotivfabrik der StEG in Wien eingestellt, wechselte jedoch 1861 zur Südbahn, wo er bald eine führende Stellung im Lokomotiv-Konstruktionsbüro einnahm. 1885 bis 1908 war er Maschinendirektor der Südbahn.
Neben eigenen Lokomotivkonstruktionen entwarf er gemeinsam mit Anton Elbel Gepäcklokomotiven für die ökonomische Betriebsabwicklung, die auf mehreren österreichisch-ungarischen Bahnen eingesetzt wurden.